# Plaza Krasiński

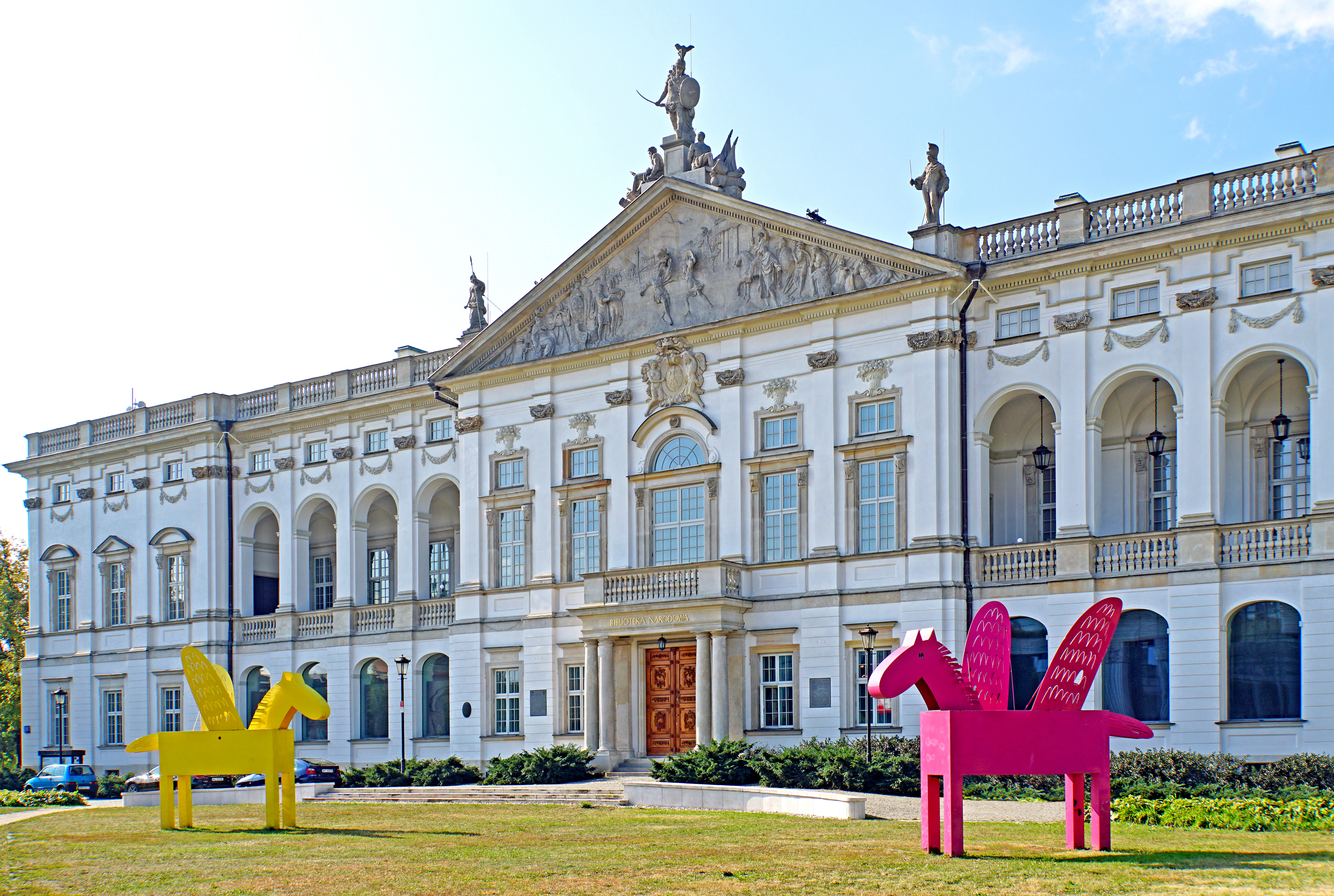
Parte de la plaza Krasiński y el Palacio Krasiński, una obra maestra de la arquitectura barroca polaca.

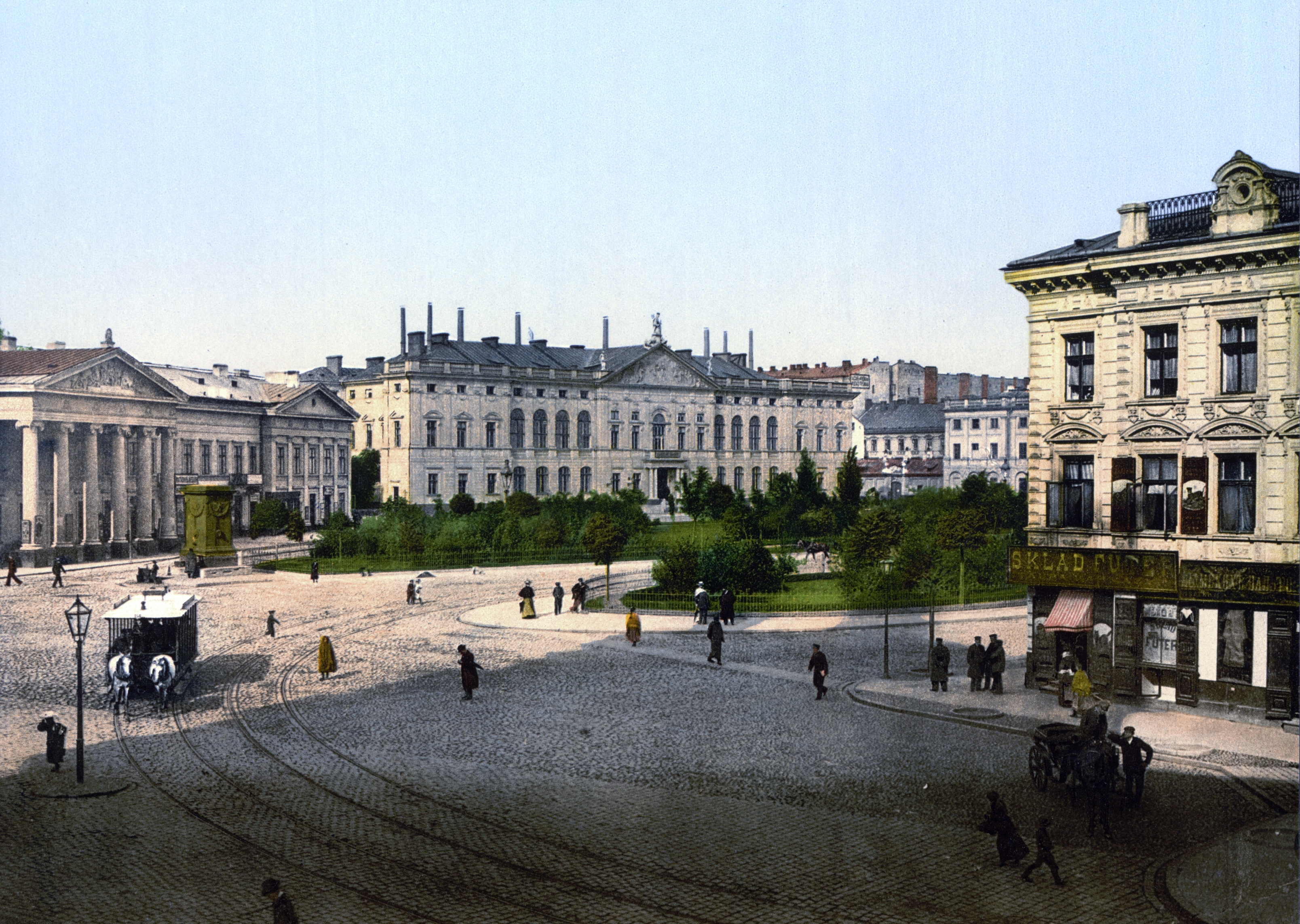
La plaza Krasiński entre 1890 y 1905.

La plaza Krasiński (en polaco: plac Krasińskich) es una plaza del distrito de Śródmieście de Varsovia, Polonia, situada cerca del centro histórico de Varsovia, que contiene edificios de gran importancia histórica y nacional.

## Historia
La plaza fue creada a finales del siglo xviii a partir del antiguo patio del Palacio Krasiński. Durante la época del Zarato de Polonia sirvió como un mercado de lana. Como resultado, en 1823 se construyeron dos pozos de hierro. En 1838 se construyó en la plaza el Palacio Badeni. Desde finales del siglo xix hasta 1939, la plaza, junto con la calle Miodowa, sirvió como el distrito judicial de la ciudad. En el periodo de entreguerras el Palacio Badeni albergó el Tribunal de Apelaciones, mientras que el Palacio Krasiński albergó el Tribunal Supremo de Polonia. Durante la Segunda Guerra Mundial la plaza sirvió como zona de amortiguamiento entre el Gueto de Varsovia y el resto de la ciudad. Debido a esto la mayor parte de los edificios en la zona fueron destruidos.
Entre los monumentos situados en la plaza se encuentran el Palacio Krasiński, el Monumento al Alzamiento de Varsovia, el moderno Tribunal Supremo de Polonia y la Catedral de Campo del Ejército Polaco. El Jardín Krasiński se encuentra cerca. El Palacio Badeni, que se encontraba en la plaza antes de la Segunda Guerra Mundial, fue demolido completamente por los alemanes en 1944.